# Rugged Rocks
Rugged Rocks är en ö i Antarktis, också känd under namnet Islote Hoffman. Den ingår i ögruppen Sydshetlandsöarna strax norr om Antarktiska halvön. Argentina, Chile och Storbritannien gör anspråk på området.